# Trần Hưng Đạo, Hạ Long
Trần Hưng Đạo là một phường thuộc thành phố Hạ Long, tỉnh Quảng Ninh, Việt Nam.

## Địa lý
Phường Trần Hưng Đạo có diện tích 2,30 km², dân số năm 2022 là 28.204 người, mật độ dân số đạt 12.262 người/km².

## Lịch sử
Ngày 28 tháng 9 năm 2024, Ủy ban Thường vụ Quốc hội ban hành Nghị quyết số 1199/NQ-UBTVQH15 về việc sắp xếp đơn vị hành chính cấp huyện, cấp xã của tỉnh Quảng Ninh giai đoạn 2023 – 2025 (nghị quyết có hiệu lực từ ngày 1 tháng 11 năm 2024). Theo đó, sáp nhập toàn bộ 1,65 km² diện tích tự nhiên và quy mô dân số là 12.578 người của phường Yết Kiêu vào phường Trần Hưng Đạo.
Phường Trần Hưng Đạo có 2,30 km² diện tích tự nhiên và quy mô dân số là 28.204 người.